# كولين فرانكلين
كولين فرانكلين (بالإنجليزية: Collin Franklin)‏ هو لاعب كرة قدم أمريكية أمريكي، ولد في 20 يوليو 1988 في سيمي فالي في الولايات المتحدة.

## وصلات خارجية
- كولين فرانكلين على موقع مرجع كرة القدم المحترفة.كوم (الإنجليزية)